# Gran Premio de Italia de Motociclismo de 2008
El Gran Premio de Italia de Motociclismo de 2008 fue la sexta prueba del Campeonato del Mundo de Motociclismo de 2008. Tuvo lugar en el fin de semana del 30 de mayo al 1 de junio de 2008 en el Autódromo Internacional del Mugello, situado en la ciudad de Mugello, Italia. La carrera de MotoGP fue ganada por Valentino Rossi, seguido de Casey Stoner y Dani Pedrosa. Marco Simoncelli ganó la prueba de 250cc, por delante de Alex Debón y Thomas Lüthi. La carrera de 125cc fue ganada por Simone Corsi, Gábor Talmácsi fue segundo y Pol Espargaró tercero.

## Resultados

### Resultados MotoGP
| Pos.            | N.º | Piloto           | Constructor | Vueltas | Tiempo    | Parrilla | Puntos |
| --------------- | --- | ---------------- | ----------- | ------- | --------- | -------- | ------ |
| 1               | 46  | Valentino Rossi  | Yamaha      | 23      | 42:31.153 | 1        | 25     |
| 2               | 1   | Casey Stoner     | Ducati      | 23      | +2.201    | 4        | 20     |
| 3               | 2   | Dani Pedrosa     | Honda       | 23      | +4.867    | 2        | 16     |
| 4               | 15  | Alex de Angelis  | Honda       | 23      | +6.313    | 10       | 13     |
| 5               | 5   | Colin Edwards    | Yamaha      | 23      | +12.530   | 5        | 11     |
| 6               | 52  | James Toseland   | Yamaha      | 23      | +13.806   | 8        | 10     |
| 7               | 65  | Loris Capirossi  | Suzuki      | 23      | +14.447   | 3        | 9      |
| 8               | 4   | Andrea Dovizioso | Honda       | 23      | +15.319   | 13       | 8      |
| 9               | 56  | Shinya Nakano    | Honda       | 23      | +15.327   | 9        | 7      |
| 10              | 7   | Chris Vermeulen  | Suzuki      | 23      | +30.785   | 11       | 6      |
| 11              | 50  | Sylvain Guintoli | Ducati      | 23      | +39.621   | 17       | 5      |
| 12              | 24  | Toni Elías       | Ducati      | 23      | +50.021   | 16       | 4      |
| 13              | 69  | Nicky Hayden     | Honda       | 23      | +50.440   | 6        | 3      |
| 14              | 8   | Tadayuki Okada   | Honda       | 23      | +58.849   | 15       | 2      |
| 15              | 13  | Anthony West     | Kawasaki    | 23      | +1:00.736 | 19       | 1      |
| Ret             | 48  | Jorge Lorenzo    | Yamaha      | 6       | Caída     | 7        |        |
| Ret             | 21  | John Hopkins     | Kawasaki    | 6       | Caída     | 14       |        |
| Ret             | 14  | Randy de Puniet  | Honda       | 5       | Caída     | 12       |        |
| Ret             | 33  | Marco Melandri   | Ducati      | 5       | Caída     | 18       |        |
| Reporte Oficial |     |                  |             |         |           |          |        |

### Resultados 250cc
| Pos.            | N.º | Piloto              | Constructor | Vueltas | Tiempo    | Parrilla | Puntos |
| --------------- | --- | ------------------- | ----------- | ------- | --------- | -------- | ------ |
| 1               | 58  | Marco Simoncelli    | Gilera      | 21      | 40:19.910 | 3        | 25     |
| 2               | 6   | Alex Debón          | Aprilia     | 21      | +0.499    | 7        | 20     |
| 3               | 12  | Thomas Lüthi        | Aprilia     | 21      | +0.712    | 8        | 16     |
| 4               | 36  | Mika Kallio         | KTM         | 21      | +7.403    | 4        | 13     |
| 5               | 75  | Mattia Pasini       | Aprilia     | 21      | +12.542   | 9        | 11     |
| 6               | 15  | Roberto Locatelli   | Gilera      | 21      | +12.790   | 18       | 10     |
| 7               | 17  | Karel Abraham       | Aprilia     | 21      | +16.114   | 16       | 9      |
| 8               | 4   | Hiroshi Aoyama      | KTM         | 21      | +17.316   | 10       | 8      |
| 9               | 41  | Aleix Espargaró     | Aprilia     | 21      | +19.642   | 14       | 7      |
| 10              | 14  | Ratthapark Wilairot | Honda       | 21      | +19.704   | 17       | 6      |
| 11              | 60  | Julián Simón        | KTM         | 21      | +19.751   | 13       | 5      |
| 12              | 25  | Alex Baldolini      | Aprilia     | 21      | +47.360   | 21       | 4      |
| 13              | 50  | Eugene Laverty      | Aprilia     | 21      | +47.422   | 20       | 3      |
| 14              | 32  | Fabrizio Lai        | Gilera      | 21      | +1:13.423 | 15       | 2      |
| 15              | 10  | Imre Tóth           | Aprilia     | 21      | +1:25.891 | 19       | 1      |
| 16              | 7   | Russell Gómez       | Aprilia     | 21      | +1:36.557 | 22       |        |
| 17              | 45  | Doni Tata Pradita   | Yamaha      | 21      | +1:48.224 | 23       |        |
| Ret             | 21  | Héctor Barberá      | Aprilia     | 19      | Caída     | 1        |        |
| Ret             | 72  | Yuki Takahashi      | Honda       | 17      | Caída     | 11       |        |
| Ret             | 52  | Lukáš Pešek         | Aprilia     | 9       | Caída     | 5        |        |
| Ret             | 55  | Héctor Faubel       | Aprilia     | 9       | Caída     | 12       |        |
| Ret             | 54  | Manuel Poggiali     | Gilera      | 9       | Caída     | 6        |        |
| Ret             | 19  | Álvaro Bautista     | Aprilia     | 6       | Caída     | 2        |        |
| Reporte Oficial |     |                     |             |         |           |          |        |

### Resultados 125cc
| Pos.            | N.º | Piloto               | Constructor | Vueltas | Tiempo    | Parrilla | Puntos |
| --------------- | --- | -------------------- | ----------- | ------- | --------- | -------- | ------ |
| 1               | 24  | Simone Corsi         | Aprilia     | 20      | 39:59.020 | 8        | 25     |
| 2               | 1   | Gábor Talmácsi       | Aprilia     | 20      | +0.019    | 2        | 20     |
| 3               | 44  | Pol Espargaró        | Derbi       | 20      | +0.036    | 4        | 16     |
| 4               | 63  | Mike Di Meglio       | Derbi       | 20      | +0.135    | 3        | 13     |
| 5               | 38  | Bradley Smith        | Aprilia     | 20      | +0.178    | 7        | 11     |
| 6               | 33  | Sergio Gadea         | Aprilia     | 20      | +0.490    | 5        | 10     |
| 7               | 18  | Nicolás Terol        | Aprilia     | 20      | +0.832    | 9        | 9      |
| 8               | 11  | Sandro Cortese       | Aprilia     | 20      | +3.865    | 6        | 8      |
| 9               | 6   | Joan Olivé           | Derbi       | 20      | +3.928    | 14       | 7      |
| 10              | 17  | Stefan Bradl         | Aprilia     | 20      | +5.439    | 11       | 6      |
| 11              | 51  | Stevie Bonsey        | Aprilia     | 20      | +10.244   | 13       | 5      |
| 12              | 29  | Andrea Iannone       | Aprilia     | 20      | +10.447   | 12       | 4      |
| 13              | 35  | Raffaele De Rosa     | KTM         | 20      | +18.366   | 1        | 3      |
| 14              | 45  | Scott Redding        | Aprilia     | 20      | +23.201   | 16       | 2      |
| 15              | 60  | Michael Ranseder     | Aprilia     | 20      | +24.440   | 18       | 1      |
| 16              | 73  | Takaaki Nakagami     | Aprilia     | 20      | +26.631   | 15       |        |
| 17              | 34  | Randy Krummenacher   | KTM         | 20      | +30.629   | 19       |        |
| 18              | 7   | Efrén Vázquez        | Aprilia     | 20      | +30.730   | 25       |        |
| 19              | 93  | Marc Márquez         | KTM         | 20      | +33.868   | 23       |        |
| 20              | 8   | Lorenzo Zanetti      | KTM         | 20      | +36.928   | 31       |        |
| 21              | 30  | Pere Tutusaus        | Aprilia     | 20      | +49.951   | 32       |        |
| 22              | 40  | Lorenzo Savadori     | Aprilia     | 20      | +50.038   | 22       |        |
| 23              | 16  | Jules Cluzel         | Loncin      | 20      | +50.040   | 24       |        |
| 24              | 77  | Dominique Aegerter   | Derbi       | 20      | +50.052   | 26       |        |
| 25              | 12  | Esteve Rabat         | KTM         | 20      | +56.360   | 20       |        |
| 26              | 47  | Riccardo Moretti     | Honda       | 20      | +1:06.247 | 35       |        |
| 27              | 5   | Alexis Masbou        | Loncin      | 20      | +1:06.566 | 38       |        |
| 28              | 21  | Robin Lässer         | Aprilia     | 20      | +1:06.982 | 33       |        |
| 29              | 56  | Hugo van den Berg    | Aprilia     | 20      | +1:09.266 | 28       |        |
| 30              | 42  | Luca Vitali          | Aprilia     | 20      | +1:10.551 | 38       |        |
| 31              | 43  | Gabriele Ferro       | Honda       | 20      | +1:10.567 | 34       |        |
| 32              | 69  | Louis Rossi          | Honda       | 20      | +1:36.451 | 37       |        |
| 33              | 39  | Ferrucio Lamborghini | Aprilia     | 20      | +1:39.883 | 36       |        |
| 34              | 95  | Robert Mureșan       | Aprilia     | 18      | +2 laps   | 30       |        |
| Ret             | 99  | Danny Webb           | Aprilia     | 19      | Caída     | 17       |        |
| Ret             | 71  | Tomoyoshi Koyama     | KTM         | 16      | Ret       | 10       |        |
| Ret             | 19  | Roberto Lacalendola  | Aprilia     | 11      | Ret       | 29       |        |
| Ret             | 22  | Pablo Nieto          | KTM         | 8       | Ret       | 27       |        |
| Ret             | 27  | Stefano Bianco       | Aprilia     | 2       | Caída     | 21       |        |
| Reporte Oficial |     |                      |             |         |           |          |        |